# 쩐리

쩐리(베트남어: Trần Lý / 陳李 진리, ? ~ 1210년)는 대월 리 왕조의 정치인이다. 쩐 왕조의 초대 황제인 쩐 태종의 조부이며, 쩐트어의 부친이다.

## 생애
즉묵향(卽墨鄕, 현재의 남딘성 미록현)에 거주하였고, 대대로 어업을 하며 살아왔다. 쩐리는 어업으로 부를 쌓아 많은 사람들이 그에게 의탁하였고, 쩐리는 그들을 모아 도적질을 하기도 하며 즉묵향에서 크게 세력을 키웠다.
찌빈롱응 4년(1208년), 팜빈지가 팜주의 무고로 체포되자 팜빈지의 부장 꽉복이 수도 탕롱을 공격하였고, 리 고종은 태자 하오삼과 함께 도주하였다. 그들은 즉묵향에 이르렀는데, 태자 하오삼이 쩐리의 딸이 자색이 있음을 보고 그녀와 결혼하여 비로 삼았다. 쩐리는 명자작(明字爵)을 받았고, 이때부터 쩐씨가 리 왕조의 외척이 되었다. 쩐리는 그의 부중을 거느리고 수도로 가서 반란을 평정하고 고종을 받들어 돌아가게 했다.
1210년 3월, 쩐리가 반란을 일으킨 병사에게 살해당했고, 그의 둘째 아들 쩐뜨카인이 뒤를 이어 부중을 통솔했다. 이후 쩐뜨카인과 첫째 아들 쩐트어가 차례로 정권을 장악했다.
티엔쯔엉흐우다오 2년 12월 12일(1226년 1월 11일), 쩐트어의 둘째 아들 쩐까인이 황제로 즉위하여 쩐 왕조를 세웠다.
끼엔쭝 8년(1232년), 쩐리의 묘호를 원조(元祖), 시호를 소왕(昭王)이라고 하였다.
흥롱 20년(1312년), 쩐 영종이 원조황제(元祖皇帝)로 고쳐 칭했다.

## 가족관계

### 조부모와 부모
- 조부 : 목조의황제(Mục Tổ Ý Hoàng Đế/穆祖懿皇帝) 쩐킨(Trần Kinh/陳京/진경)
- 조모 : 목자황후(Mục Từ Hoàng Hậu/穆慈皇后)
- 부친 : 영조공황제(Ninh Tổ Cung Hoàng Đế/寧祖恭皇帝) 쩐떠이(Trần Tây/陳翕/진흡)
- 모친 : 영자황후(Ninh Từ Hoàng Hậu/寧慈皇后)

### 후비
- 성자황후(Thánh Từ Hoàng Hậu/聖慈皇后) - 성씨는 미상. 이름은 퐁(Phong/蜂/봉)이다.

### 황자
1. 태조(Thái Tổ/太祖) 쩐트어(Trần Thừa/陳承/진승) - 쩐 왕조의 태상황이자 추존황제.
2. 건국대왕(建國大王/Kiến Quốc Đại Vương) 쩐뜨카인(Trần Tự Khánh/陳嗣慶/진사경) (? ~ 1224년) - 반란을 진압한 공으로 순류백(順流伯)으로 봉하였고, 이후에 팽성후(彰誠侯)로 진봉함. 사후에는 건국왕으로 진봉함.

### 황녀
1. 천극공주(Thiên Cực Công chúa/天極公主) (? ~ 1259년) - 리 혜종의 후궁이자 정실. 황후 재위 시 별칭은 순정왕후(順貞皇后). 쩐 왕조 개창이후 공주로 강등되었다가 국모(國母)로 승격됨. 최후 호칭은 시호를 합친 영자국모(靈慈國母)이다.